# BitTorrent tracker
BitTorrent tracker（中文可称：BT服务器、Tracker服务器等）是帮助BitTorrent协议在节点与节点之间做连接的服务器。
BitTorrent客户端下载一开始就要连接到Tracker，从Tracker获得其他客户端IP地址后，才能连接到其他客户端下载。在传输过程中，也会一直与Tracker通信，上传自己的信息，获取其它客户端的信息。
一般BitTorrent客户端可以手动添加Tracker。Tracker也会提供很多端口。
由于Tracker对BT下载起到客户端协调和调控的重要作用，所以一旦被封锁会严重影响BT下载，如2009年12月，中華人民共和國广电总局对BTchina一系列的Tracker进行打击；因此也促使新BT客户端支持DHT网络，实现无中心Tracker的普及。